# 邦枝完二
邦枝 完二（くにえだ かんじ、1892年12月28日 - 1956年8月2日）は、日本の小説家。
本名は邦枝 莞爾。雅号は双竹亭竹水。戸籍上の誕生日は1893年1月1日。

## 略歴
1892年（明治25年）12月28日東京市麹町区（現・千代田区）東京麹町生れ。祖父は300石取りの幕臣、父は馬術に長じていたという。母方の叔父が浮世絵収集や江戸戯作者を好む通人であったところから、少年時代からその影響を受ける。
麹町小学校を経て商工中学校卒業後、慶應義塾大学予科、東京外国語学校に籍を置いたことになっているが、学生とは名ばかりで、創作に熱心であった。在学中から永井荷風に私淑し、荷風の推薦で処女作『廓の子』が雑誌「三田文学」に掲載された。その後も同誌その他に作品を発表した。同時に「三田文学」の編集に携わった。慶應を中退し、時事新報記者を経て1920年（大正9年）帝国劇場文芸部に入り、戯曲集『邪劇集』『異教徒の兄弟』を著す。1923年（大正12年）から文筆に専念。1928年（昭和3年）発表の『東洲斎写楽』をはじめ、『歌麿』（のち『歌麿をめぐる女達』に改題）『おせん』『お伝地獄』『浮名三味線』といった新聞小説を次々に発表し、江戸情緒豊かな官能美の世界を描く時代風俗小説家として、広く名を知られるに至った。また、多くの作品が映画化されている。戦前、平河町および下二番町（現・二番町）に居住。
1940年（昭和15年）1月20日、藤沢市鵠沼に転居、後半生をこの地に過ごした。戦時中は日本精工藤沢工場の工員慰安のため歌舞伎を上演したり、終戦直後は隣家の林達夫らと「湘南文庫」「鵠沼自由大学」を開催するなど、地元文化向上に貢献した。戦後も1950年（昭和25年）の『東京一代女』、翌年の『千姫』など多くの佳作を発表した。また1954年（昭和29年）、母校麹町小学校が創立80周年を記念して制定した校歌『暁の空』を作詞している（作曲・柴田知常。合併に伴い、現在は歌われていない）。
1956年（昭和31年）8月2日、膵臓癌で死去した。享年64、墓所は多磨霊園。
長女の木村梢は映画女優で、1948年（昭和23年）4月1日に俳優の木村功と結婚し同年11月から1954年（昭和29年）10月まで鵠沼の実家で新婚生活を送った。後に女優を引退して随筆家となり、番町界隈の当時の時代風俗を著書『東京山の手昔がたり』にあらわしている。
次女のクニエダヤスエは、日本のテーブルコーディネーターの草分けである。
なお、和歌山県西牟婁郡白浜町平草原には邦枝完二句碑（三色の句碑）「黒潮や梅紅白の散るところ」が建立されている。

## 代表作
- 『異教徒の兄弟』（文泉堂書店） 1922
- 『劇壇縦横記』（小西書店） 1924
  - 『劇壇独歩録』（聚芳閣） 1925 - 内容は上記「劇壇縦横記」とほぼ同じ
- 『戯曲の見方と考へ方作り方』（考へ方研究社） 1928
- 『東洲斎写楽 新作』（博文館） 1929
- 『大空に描く』（博文館） 1929
- 『歌麿をめぐる女達』（新潮社） 1931
- 『樋口一葉』（春秋社） 1934
- 『初代団十郎』（不二屋書房） 1934
- 『江戸役者』（春秋社） 1934
  - 『江戸役者』東京日日新聞夕刊連載版（小村雪岱画、真田幸治編、幻戯書房） 2023
- 『おせん』（新小説社） 1934
  - 『おせん』東京朝日新聞夕刊連載版（小村雪岱画、真田幸治編、幻戯書房） 2022
- 『お伝地獄』上・下（千代田書院） 1935、のち新潮文庫・東都書房で再刊
  - 『お伝地獄』上・下（講談社文庫、大衆文学館） 1996
- 『市川小団次』（大都書房） 1937
- 『歌川国芳』（大都書房） 1937
- 『葛飾北斎』（大都書房） 1937
- 『九代目団十郎』（大都書房） 1937
- 『五代目菊五郎』（大都書房） 1937
- 『三遊亭円朝』（大都書房） 1937
- 『陶工民吉』（大都書房） 1937
- 『江戸名人伝』（大都書房） 1937
  - 『歌麿懺悔』（「面白倶楽部」） 1948
  - 『曲亭馬琴』（オール讀物 増刊号） 1988.7
- 『内藤丈草』（大都書房） 1937
- 『鶴屋南北』（大都書房） 1937
- 『宮川長春』（大都書房） 1937
- 『日本陸軍始』（富士出版社） 1942
- 『幕末大調練』（昭和書房） 1943
- 『双竹亭随筆』（興亜書院） 1943
- 『海軍建設の人々』（潮文閣） 1943
- 『日本海軍始』（昭和刊行会） 1943
- 『中村鴈治郎』上・下（雁文庫） 1947
- 『開化女伝 明治綺聞』（都書院） 1947
- 『橘や』（硯友社） 1948
- 『女忠臣蔵 悲恋の巻』（都書院） 1948
- 『女忠臣蔵 破操の巻』（都書院） 1948
- 『東京一代女』（ジープ社） 1950
- 『小説子規』（六興出版社） 1951、のち河出文庫 2010
- 『次郎吉娘』（大日本雄辯會講談社） 1952
- 『恋あやめ』（朝日新聞社） 1953
- 『大衆文学代表作全集19 邦枝完二集』（河出書房） 1955
- 『白扇』（大日本雄辯會講談社、ロマン・ブックス） 1956
- 『恋一筋』（新潮社） 1956
- 『銀座開化』（文藝春秋新社） 1956
- 『くらしっく時代小説5　邦枝完二集』（リブリオ出版） 1998

## 翻訳
- 『男装女装』（オースティン・フリーマン、平凡社、世界探偵小説全集17） 1929 - ソーンダイク博士の第七長編[3]。

## 映画原作
- 『立春大吉』（1930年、帝国キネマ演芸） - 渡辺新太郎監督作品、脚本は矢沢彬。
- 『大空に描く』（1932年、新興キネマ） - 高見貞衛監督作品、脚本は八尋不二。
- 『おせん』（1934年、新興キネマ） - 石田民三監督作品、脚本は山内英三。
- 『接吻市場』（1934年、日活多摩川撮影所） - 田口哲監督作品、脚色も邦枝完二。
- 『お伝地獄』（1935年、新興キネマ京都撮影所） - 石田民三監督作品、脚本は竹井諒と加戸野恩児。
- 『文政妖婦伝 姐妃殺し』（1936年、キネマ京都撮影所） - 石田民三監督作品、脚本は民門敏夫。
- 『浅右衛門兄弟』（1936年、マキノトーキー製作所） - 広瀬五郎監督作品、脚本は波多謙次と玉江竜二。
- 『浮世三味線 第一絃』（1937年、日活京都撮影所） - 荒井良平監督作品、脚本は梶原金八。
- 『続浮世三味線』（1937年、日活京都撮影所） - 衣笠十四三監督作品、脚本は泉次郎吉と御荘金吾。
- 『喧嘩鳶 前篇』（1939年、東宝映画東京撮影所） - 石田民三監督作品、脚本は五日市徹。
- 『喧嘩鳶 後篇』（1939年、東宝映画東京撮影所） - 石田民三監督作品、脚本は五日市徹。
- 『女忠臣蔵』（1940年、松竹下加茂撮影所） - 小坂哲人監督作品、脚本は鳥居士郎。
- 『歌麿をめぐる五人の女』（1946年、松竹京都撮影所） - 溝口健二監督作品、脚本は依田義賢。
- 『情艶一代女』（1951年、三上プロダクション） - 野村浩将監督作品、東京新聞に連載されたモデル小説『東京一代女』を八田尚之が脚色。
- 『次郎吉娘』（1953年、松竹京都撮影所） - 酒井辰雄監督作品、全国十新聞に連載された時代小説を鈴木兵吾と永江勇が脚色。
- 『春色お伝の方 江戸城炎上』（1954年、新東宝） - 阿部豊監督作品、東京タイムスと都新聞に連載した原作を松浦健郎が構成し、清水信夫が加わって脚本を書いた。
- 『白扇 みだれ黒髪』（1956年、東映京都撮影所） - 河野寿一監督作品、朝日新聞連載の小説を橋本忍が脚色。
- 『悲恋 おかる勘平』（1956年、東映京都撮影所） - 佐々木康監督作品、面白娯楽部所載の原作を依田義賢と新人斎木祝が共同脚色。
- 『復讐侠艶録』（1956年、東映京都撮影所） - 小沢茂弘監督作品、東京タイムス連載の『怪盗五人女』より土屋欣三が脚色。
- 『お伝地獄』（1960年、大映東京撮影所） - 木村恵吾が脚色・監督。
- 『江戸っ子肌』（1961年、東映京都撮影所） - マキノ雅弘監督作品、結束信二が脚色。

## その他
- 本名の莞爾と同名には軍人の石原莞爾がいるが、莞爾の読みには「にっこり」という用例が知られており、明治期の小説に時折見られる。邦枝完二も気に入っていたらしく、『廓の子』の中に「莞爾（にっこり）」とルビを振った例が見られる。
- 雅号の双竹亭竹水でも想像できるように、竹を好み、鵠沼に転居すると元来砂地で竹には向かない庭を苦労して竹林に育てた。没後邸宅は人手に渡り、現在は竹林を見ることはできない。